# Норд (река)
Норд (нидерл. Noord) — река в Нидерландах в дельте Рейна и Мааса. Начинается у Папендрехта, где река Бенеден-Мерведе разделяется на Норд и Ауде-Маас, течёт на северо-запад, после чего, сливаясь с рекой Лек возле деревни Киндердейк, образует реку Ньиве-Маас. Направление течения в реке зависит от прилива.
Река Норд отделяет от материковой части страны остров Эйсселмонде.